# Jared Isaacman
Jared Isaacman là một doanh nhân và phi công người Mỹ. Ông là người đồng sáng lập và Giám đốc điều hành của Shift4 Payments, một chương trình xử lý thanh toán.

## Đời tư
Isaacman lớn lên ở New Jersey, và học trung học ở Far Hills. Anh bắt đầu làm công việc sửa chữa và dịch vụ kỹ thuật máy tính khi mới 14 tuổi. Hai năm sau, công việc đó dẫn đến lời đề nghị làm việc toàn thời gian từ một trong những khách hàng của anh, và Isaacman đã chọn bỏ học trung học để làm công việc này, song song với lấy bằng GED.
Năm 2004, Isaacman bắt đầu học bay. Đến năm 2009, anh đã lập kỷ lục thế giới về việc đi vòng quanh địa cầu bằng máy bay phản lực hạng nhẹ và thực hiện chuyến bay chỉ trong hơn 62 giờ, nhanh hơn kỷ lục trước đó gần 20 giờ. Anh đủ điều kiện bay trên nhiều máy bay phản lực quân sự.
Isaacman đã kết hôn và có một cô con gái 3 tuổi vào năm 2017.

## Sự nghiệp
Năm 2005, Isaacman đồng sáng lập một công ty xử lý thanh toán bán lẻ có tên United Bank Card, sau này được đổi tên thành Harbortouch, một công ty thanh toán điểm bán hàng có trụ sở tại Pennsylvania. Ông là Giám đốc điều hành sáng lập và giữ vai trò đó vào năm 2015 với công ty đã "có lãi trong hơn một thập kỷ [trong khi xử lý] 11 billion đô la Mỹmột năm từ 60.000 thương gia, tạo ra 300 million đô la Mỹtrong doanh thu. "  Đến năm 2020, công ty đã được đổi tên thành Shift4 Payments, Isaacman vẫn là Giám đốc điều hành và công ty đang xử lý 200 tỷ đô la Mỹthanh toán hàng năm.
Năm 2012, ông thành lập Draken International, một công ty có trụ sở tại Florida chuyên đào tạo phi công cho Quân đội Hoa Kỳ.
Vào tháng 2 năm 2021, Isaacman thông báo rằng ông sẽ lái SpaceX Inspiration4, sứ mệnh do dân thường lái đầu tiên lên vũ trụ trên tàu vũ trụ Dragon do phương tiện phóng Falcon 9 phóng lên. Chuyến bay sẽ diễn ra không sớm hơn quý 4 năm 2021.